# Emmaar
Albums de Tinariwen
Tassili
(2011) Elwan
(2017)
Emmaar est le sixième album du groupe Tinariwen sorti le 10 février 2014 sur le label Wedge de l'éditeur PIAS.

## Liste des titres de l'album
1. Toumast Tincha – 4:26
2. Chaghaybou – 4:56
3. Arhegh Danagh – 4:09
4. Timadrit In Sahara – 4:02
5. Imidiwan Ahi Sigdim – 4:54
6. Tahalamot – 5:13
7. Sendad Eghlalan – 5:04
8. Imdiwanin ahi Tifhamam – 4:42
9. Koud Edhaz Emin – 4:36
10. Emajer – 3:42
11. Aghregh Medin – 4:18
12. Adounia Ti Chidjret – 4:18
13. Islegh Taghram Tifhamam – 4:21
14. Tin Ihlan – 4:06